# Julestuen
Julestuen (ook wel Jule-stue) is een toneelstuk uit 1724 geschreven door de Deen Ludvig Holberg. 

## Toneelstuk
Holberg schreef dit kerstverhaal als een eenakter, het was zijn negende toneelstuk. Het onderwerp is de starre religie tegenover de meer vrijere geest. Het toneelstuk speelt zich af tijdens Driekoningen, als de kerstfeestelijkheden achter de rug zijn. De hoofdpersoon Jeronimus wilde niet dat er in zijn woning een kerststal te zien is. Hij vond het onsmakelijk en obscene; hij is dan ook zeer devoot. Zijn zuster Magdalone blijft echter aandringen, zij is even devoot maar heeft er een modernere draai aangegeven. Leander is dan het andere uiterste in zijn vrijheid. De schoolmeester ziet in kerst meer de heidense viering van het nieuwe jaar. Tot slot zijn er twee dames (Pernille en Leonora), die meer aanhangers zijn van de god Eros. De tegenstellingen in de piëteit en seksualiteit laten het stuk uit de hand lopen. 
Het toneelstuk was bij de première in januari 1724 zo'n succes dat de voorstelling regelmatig onderbroken moest worden als gevolg van lachpartijen en gejoel in het publiek maar ook doordat de acteurs in de lach schoten. Holberg had het stuk dan ook alleen maar "om de lach" geschreven. Echter daarbij moet in ogenschouw genomen worden dat er tijdens kerst destijds geen feestelijkheden mochten plaatsvinden. Een deel van de hoofdpersonen komt terug in Henrich og Pernille, het tiende toneelstuk van Holbergs hand.

## Muziek
Het toneelstuk was al een aantal keren te zien geweest in het Nationaltheatret in Oslo waar Johan Halvorsen muzikaal leider en dirigent was. Voor de voorstellingen na kerst 1918 componeerde Halvorsen enige eigen muziek, terwijl er ook muziek van Hans Christian Lumbye te horen was. De muziek van de Noorse componist bestond uit een contredans. Na de uitvoeringen verdween het manuscript in de la.